# Решид Чолаку
Решид Чолаку (алб. Reshit Çollaku; Поградец, 1914 — 1943), учесник Народноослободилачке борбе Албаније, народни херој Албаније и народни херој Југославије.

## Биографија
Рођен је 1914. године у Поградецу, у југоисточном делу Албаније, поред Охридског језера. У родном месту је завршио основну исредњу школу, а потоме је студирао у Тирани.
Године 1939, након окупације Краљевине Албаније од стране фашистичке Краљевине Италије, напустио је стдудије и вратио се у родно место. Ту се повезао са другим патриотски расположеним људима и радио на ширењу патриотске свести и отпору окупацији. Касније је формирао и прву партизанску групу и био њен командант.
У лето 1943. године налазио се на челу Поградецког партизанског батаљона. Погинуо је у борби са Италијанима код Поградеца, 16. јула 1943. године. Заједно са њим погинуло је још десет партизана, а на месту њихове погибије подигнут је монументални споменик.
Указом Президијума Народне скупштине Народне Републике Албаније, одликован је Ордена народног хероја Албаније, међу првим припадницима Народноослободилачке војске Албаније.
Указом Председништва Антифашистичког већа народног ослобођења Југославије (АВНОЈ), а на предлог маршала Јосипа Броза Тита, 12. фебруара 1945. године, заједно са Војом Кушићем, проглашен је за народног хероја Југославије. Поред њих двојице, Орденом народног хероја Југославије одликован је и 1946. године Енвер Хоџа, албански председник. Године 1948. због захлађења односа између Југославије и Албаније, после доношења Резолуције Информбироа, одлуке о доношењу ових одликовања су укинуте.